# Piccolo bovaro dell'Alsazia

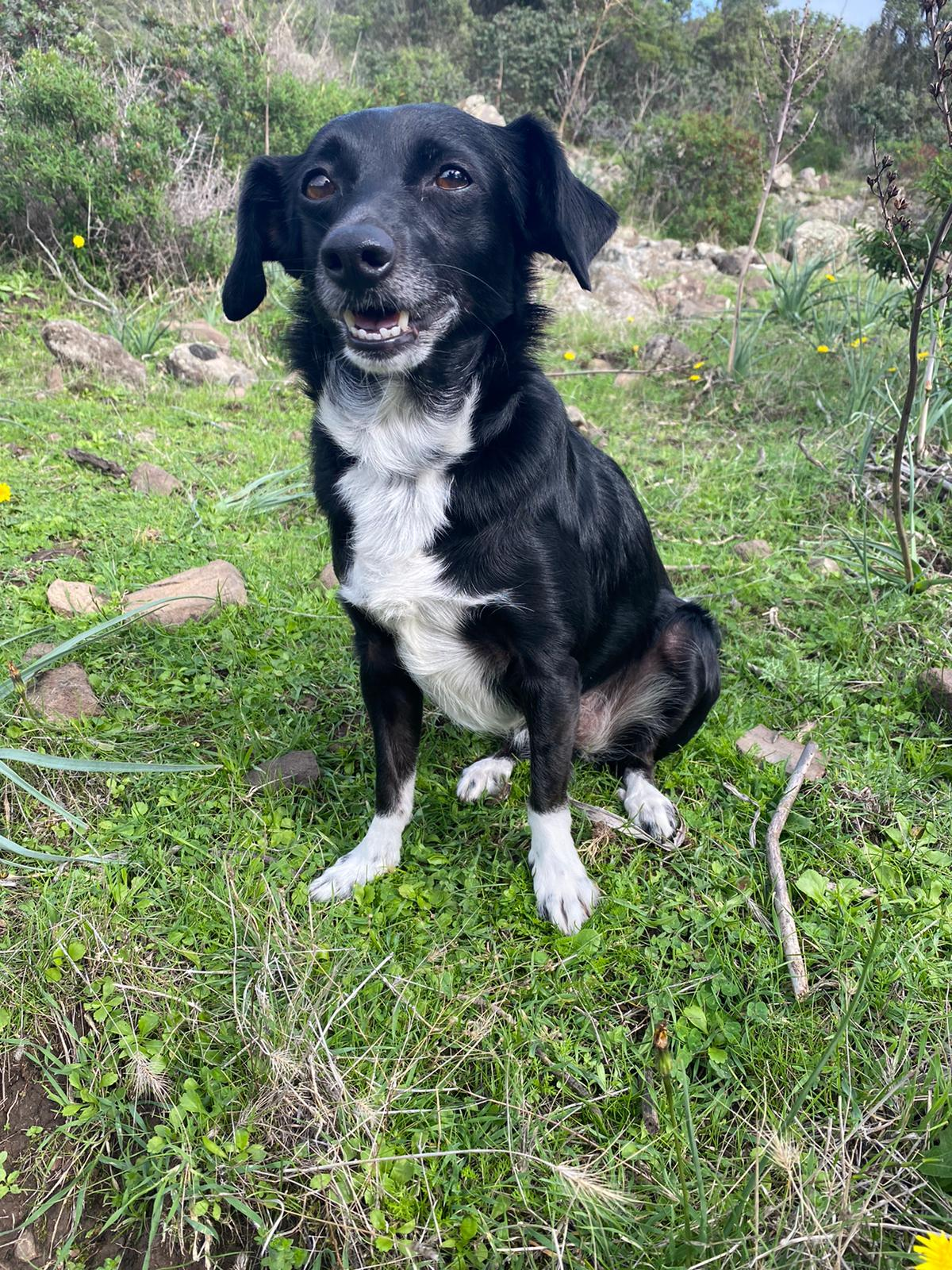
Esemplare di piccolo bovaro svizzero in posizione seduta. Notare i tratti tipici in evidenza: orecchie abbassate, manto nero, estremità e petto bianchi.

Il piccolo bovaro dell'Alsazia è un piccolo cane appartenente alla categoria dei bovari svizzeri, bicolore a pelo medio lungo, di piccola taglia, esile ed agile, con arti leggeri, originario delle campagne centrali della Francia. In origine cane da guardia, traino e custodia di mandrie nell'Alsazia oggi è un cane di utilità e da famiglia.

## Carattere
Il carattere di questo cane è mite ed affettuoso, diffidente con gli estranei ma mai aggressivo, è molto giocoso. Lo si può genericamente definire un cane dalla duplice attitudine (guardia e compagnia). Tendenzialmente si affeziona e obbedisce al massimo a una persona del nucleo familiare che ritiene il "capobranco", indipendentemente dall'età, dato che molti bovari scelgono come "padroni" dei ragazzini, e dai quali non si vorrà mai separare e a cui riserverà sempre una pura e semplice fedeltà assoluta, quasi morbosa. Bisogna inoltre riconoscere la sua attitudine all'apprendimento di comandi basilari e difficili. Assieme con altri suoi simili socializza abbastanza bene, ma non ama particolarmente la compagnia di altri cani. Non è mai aggressivo con cani e gatti coi quali riesce a convivere con successo. È un cane che ama le lunghe passeggiate ma si sa adattare agevolmente anche a piccole uscite quotidiane. Il suo ambiente preferito è in casa con la famiglia, non ama stare fuori. Essendo un bovaro ama la campagna e la montagna mentre non è amante del mare, specialmente d'estate. Solitamente non ha piacere a fare bagni sia in fiumi che in mare.

## Caratteristiche
Il manto è principalmente diviso in due colorazioni: bianco e nero. Solitamente il piccolo bovaro dell'Alsazia presenta una manto bicolore alle estremità (zampe e coda) e il petto. L'altezza al garrese può essere tra i 30 e i 40 cm per le femmine e tra i 35 e i 45 cm per i maschi. Il peso varia tra gli 8 e i 12 kg negli esemplari più grandi. Le zampe sono lunghe e agili. Il muso è lungo 
Vietate dallo standard di razza ufficiale dell'E.N.C.I. qualsiasi tipo di focatura, tipiche di altre razze canine è vietato inoltre l'unicolore.
Le orecchie sono basse, in passato venivano portate all'indietro per conferire al cane un aspetto più aggressivo e feroce.

## Salute
Generalmente gode di buona salute e non è predisposto alla malattie genetiche tranne che per la malattia di von Willebrand che è una disfunzione genetica autosomica.  

## Diffusione
Sino al 1900 questo piccolo cane era abbastanza diffuso nell'Alsazia, specialmente quando era sotto controllo tedesco. Successivamente con la riduzione degli allevamenti bovini al brado subì una sensibile riduzione della diffusione e non riuscì ad affermarsi come cane da compagnia o guardia.
Alcuni allevamenti amatoriali però sono presenti ancora in Alsazia e nel nord della Svizzera.

## Alimentazione
Onnivoro e poco esigente, mangia meno di un normale cane della sua taglia. È un cane molto goloso che tende a ingrassare se non tenuto a regime.